# Патрикій Давидович
Патрікей Давидович (біл. Патрыкей Давыдавіч поч. XIV століття — після 1365 — староста гродненський (1326—1365), князь стародубський (після 1365).

## Біографія
Син гродненського каштеляна Давида. Вперше згадується в літописі Яна Длугоша від 16 жовтня 1336 року, коли князі Ольгерд, Кейстут та інші, у тому числі Патрикій Давидович, напали на Мазовію, певна дата вказує на те, що вона була запозичена Длугошем із давнішого щорічника або календаря.
Пізніше князь Патрикій неодноразово згадується Вігандом Марбурзьким у своїй хроніці. 21 січня 1356 Віганд повідомляє про похід князів Кейстута, Ольгерда і Патрикея Гродненського проти Ордена на Пруссію. У 1358 році була створена двостороння комісія для визначення Великолитовсько-Мазовецького кордону, в яку князь Кейстут призначив своїх князів і бояр Патрикея, Войшвила, Айкшу, Алізара і Ваську Кирдейовича. Ймовірно, у зв'язку з визначенням кордону, близько 1360 року, мазошани почали будувати замок під Райгородом, на території, яку Орден вважав своєю, тому до місця будівництва підійшло військо ордену на чолі з маршалом, який серед іншого, запитав мазовшан, чи тут Кейстут, на що вони відповіли: «НЕ Кейстут, а Патрікей і його син». У березні 1361 р. Кейстут, Патрикій та Ольгерд були атаковані німцями на прусському кордоні Ордену, і Кейстут потрапив у полон, а Патрикій ледве врятувався. На початку 1364 року німецькі та англійські лицарі з Пруссії підійшли до Гродно, тоді князь Патрикій зустрів їх хлібом-сіллю і почав переговори з ватажком ордена. Через це і як би за «дружбу з Орденом», як вважав Віганд Марбурзький, великий князь Кейстут в наступному році перевів князя Патрикея з Гродно в інше невідоме літописцеві руське князівство. Перед переведенням, 14 лютого 1365 року, князі Кейстут, Ольгерд, Патрикій і Олександр з 4-тисячним військом напали на володіння Ордена в Пруссії.
Частину відомостей про гродненського «князя» Патрикія Ян Длугош вже приписував уявному синові Кейстута — Патрикію Кейстутовичу, насправді Ян Длугош вигадав цю людину. Пізніше князя Патрикія Давидовича ототожнили зі справжнім онуком Гедиміна — Патрикієм Наримунтовичем, джерела цієї думки досі незрозумілі. Крім того, ім'я Наримунта в хрещенні було Глібом, а не Давидом.
За даними Любецького синодика, мав сина Іванна. Також синами князя Патрикія Давидовича були князь Олександр Стародубський та князь Федір Рильський. За версією А. Кузьміна, новгород-сіверський князь Костянтин Давидович та його син Тимофій Костянтинович були родичами князя Патрикія Давидовича.